# Euphorbos

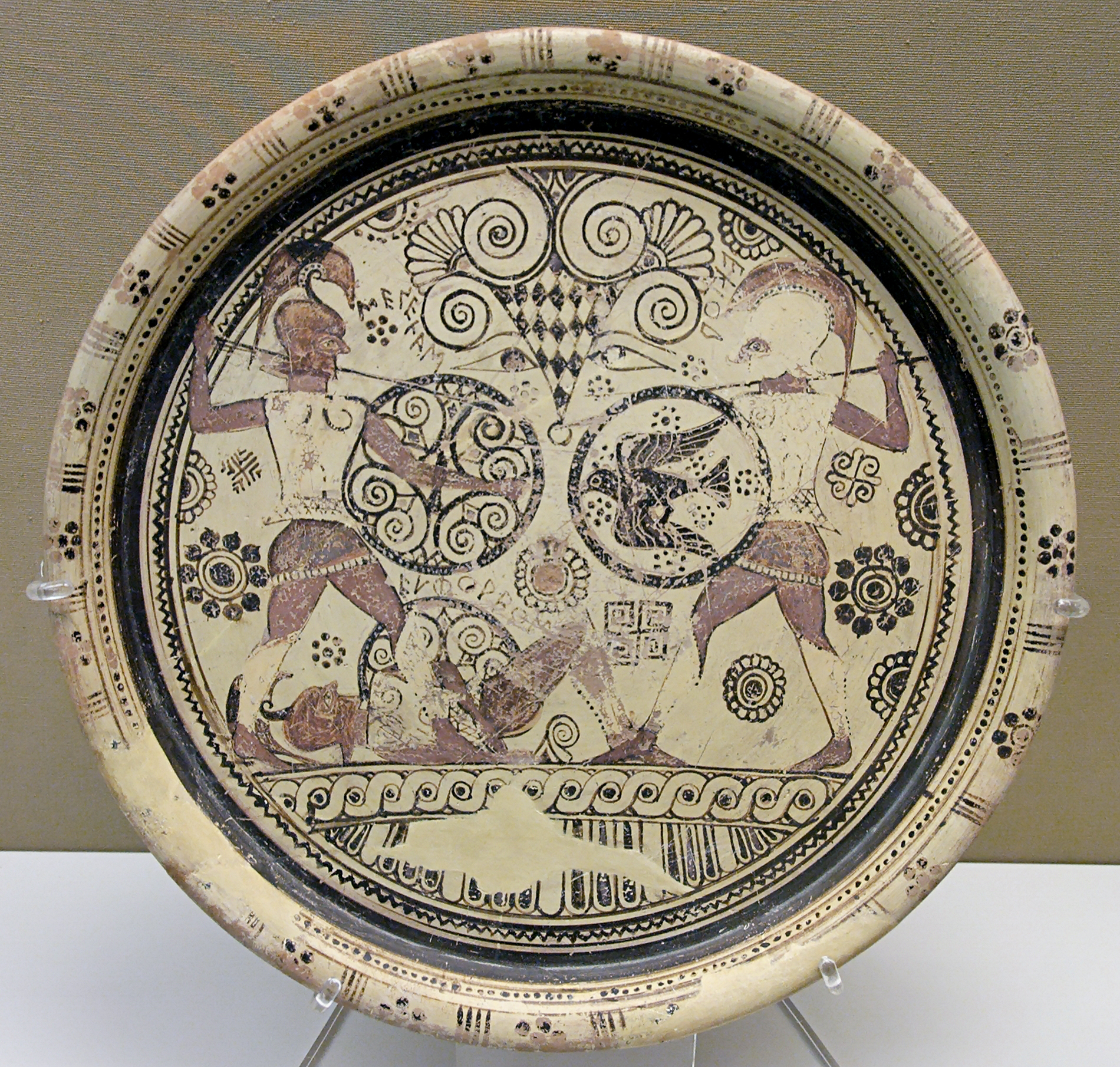
Menelaos und Hektor kämpfen über dem Körper des Euphorbos. Euphorbos-Teller

Euphorbos (altgriechisch Εὔφορβος Eúphorbos, latinisiert Euphorbus) ist in der griechischen Mythologie der Sohn von Panthoos und der Phrontis.
Euphorbos kämpfte als tapferer Held im Trojanischen Krieg auf der Seite der Verteidiger. Seine Brüder sind Polydamas und Hyperenor. Er verwundete den von Apollon betäubten Patroklos, bevor dieser von Hektor getötet wurde. Im Kampf um Patroklos’ Leichnam fiel Euphorbos dann selbst durch die Hand des Menelaos. In einigen Sagen tötet Euphorbos – und nicht Aeneas, Kyknos oder Hektor – den Protesilaos, der als Erster der Griechen trojanischen Boden betrat.
Auszug aus Homers Ilias (XVII) 17. Gesang (Tod des Euphorbos):

„Um die Leiche des Patroklos zankten sich derweil mit den Waffen Euphorbos, der Trojaner, und Menelaos, der Atride. ‚Du sollst es mir büßen‘, rief jener, ‚dass du mir den Bruder Hyperenor erschlagen und sein Weib zur Witwe gemacht!‘ Und damit rannte er mit der Lanze gegen den Schild des Atriden an, aber die Eisenspitze bog sich. Nun erhob auch Menelaos die Lanze und bohrte sie dem Feinde mitten in den Schlund, dass die Spitze zum Genick herausdrang und sein zierlich gelocktes, mit Gold und Silber durchringeltes Haar vom Blute troff. So sank er in den Staub, unter dem Klirren seiner Waffen, deren ihn sofort Menelaos beraubte; und er hätte die Rüstung fortgetragen, wenn ihn nicht Apollon darum beneidet hätte. Dieser aber spornte den Hektor, in Gestalt des Mentes, des Fürsten der Kikonen, an, von den unsterblichen Rossen des Peliden, die Automedon entführte, als einer unerreichbaren Beute, abzulassen und sich wieder der Leiche des Euphorbos zuzuwenden. Er kehrte um, und plötzlich ward er des Fürsten Menelaos gewahr, wie er sich die herrliche Wehr des Euphorbos, über den blutenden Leichnam hingebückt, zueignete. Dieser vernahm den schmetternden Weheruf des trojanischen Helden und musste sich errötend gestehen, dass er dem mit seinen Troerscharen heranstürmenden Hektor nicht standhalten könne. So wich denn Menelaos, Leichnam und Rüstung zurücklassend, doch nur unwillig, schaute sich, zurückeilend, von Zeit zu Zeit um, stand still und suchte den großen Ajax in der Schlacht.“

Menelaos trug später den Schild des Euphorbos als Weihegeschenk zum Tempel der Hera nach Argos. Ebendort, so eine spätere Legende, habe Pythagoras von Samos, ein Anhänger der Seelenwanderungslehre, sich selbst beim Anblick des Schildes als Reinkarnation des Euphorbos erkannt.